# 中国科学院大学医学院
中国科学院大学医学院，原称中国科学院大学存济医学院，是中国科学院大学于2015年7月24日新成立的医药卫生方向学院，目前仅招收硕士研究生和博士研究生。

## 历史沿革
2015年5月26日，中国科学院大学与浙江通策控股集团有限公司就联合创办中国科学院大学存济医学院举办签约仪式，预示存济医学院即将诞生。
2015年7月24日，中国科学院大学时任校长丁仲礼院士，与浙江通策控股集团有限公司董事局主席吕建明签署共建协议，标志中国科学院大学存济医学院诞生。通策集团将为存济医学院的建设和发展提供长期资金支持，并首先向国科大教育基金会捐款，支持国科大在怀柔雁栖湖校区建设存济医学院大楼，购置学院设备设施。
2018年11月18日，中国科学院大学首个临床医学院成立，院址位于重庆。
2019年4月4日，存济医学院大楼开始施工准备。
2023年12月25日，存济医学院更名为中国科学院大学医学院。

## 机构设置

### 教研机构
- 基础综合课教研室[9]
- 生化与生理教研室[9]
- 分子与遗传教研室[9]
- 细胞与免疫教研室[9]
- 医学微生物学教研室[9]
- 医学基因组学教研室[9]
- 生殖医学教研室[9]
- 干细胞生物学教研室[9]
- 再生医学教研室[9]

### 附属医院
- 中国科学院大学附属北京怀柔医院[10]
- 中国科学院大学华北医院[10]
- 中国科学院大学附属肿瘤医院（浙江省肿瘤医院）[11]